# Masafumi Jokojama
Masafumi Jokojama (* 10. duben 1956) je bývalý japonský fotbalista.

## Klubová kariéra
Hrával za Nippon Steel.

## Reprezentační kariéra
Masafumi Jokojama odehrál za japonský národní tým v letech 1979–1984 celkem 31 reprezentačních utkání.

## Statistiky
| Japonsko | Japonsko | Japonsko |
| Roky     | Záp.     | Góly     |
| -------- | -------- | -------- |
| 1979     | 1        | 0        |
| 1980     | 12       | 2        |
| 1981     | 9        | 6        |
| 1982     | 1        | 0        |
| 1983     | 7        | 2        |
| 1984     | 1        | 0        |
| Celkem   | 31       | 10       |